# Bonnie Mbuli
Bonnie Mbuli (sinh ngày 3 tháng 3 năm 1979) là một nữ diễn viên, nữ doanh nhân và nhân vật truyền hình người Nam Phi. Cô là người dẫn chương trình trong một trong những chương trình truyền hình được xem nhiều nhất ở Nam Phi, After Afternoon Express trên SABC 3.

## Tuổi thơ
Mbuli được sinh ra ở Soweto, Nam Phi vào năm 1979. Cô theo học tại Tu viện Belgravia và sau đó là trường trung học Greenside ở Johannesburg. [2] Con gái lớn nhất trong ba đứa trẻ, cô được phát hiện tại một trạm xe buýt trên đường từ trường về nhà bởi một nhân viên của một diễn viên, người đã đưa cô vào công việc đầu tiên của mình trên một bộ phim truyền hình có tựa đề Viva Family. Đó là năm 1992, và Bonnie mới mười ba tuổi.

## Sự nghiệp truyền hình và phim ảnh
Điều này được tiếp nối với vai trò cameo trong các sản phẩm quốc tế Sinh ra 2 và Cave Girls. Bonnie tiếp tục trình bày các chương trình tạp chí khác nhau cho truyền hình bao gồm teleschool, Zapmag, Technics Heart of the Beat và Limits Unlimited.
Năm 2001, cô đã giành được một vai chính trong phim truyền hình nổi tiếng Backstage nhắm vào giới trẻ Nam Phi. Cô sau đó được chọn vào vai Portia trong loạt phim Gazlam. Tiếp theo là vai trò trong loạt phim trinh thám Zero Tolerance.
Bonnie đã tổ chức một chương trình trò chuyện ở Nam Phi trên SABC 1 mang tên True-Life, giành được một vai trong loạt phim Homecoming mini, và xuất hiện trong hai bộ phim truyền hình Canada; Charlie Jade, một bộ phim khoa học viễn tưởng và Scouts Safari - một bộ phim phiêu lưu lấy bối cảnh hoang dã châu Phi. Cô đã hoàn thành một vai trò lớn trong Nội vụ cho phim Penguin; một bộ mười ba phần phổ biến liên kết cuộc sống của năm người phụ nữ rất khác nhau. Bonnie tiếp tục xuất hiện trong bộ phim truyền hình 'Thành phố linh hồn và Hillside, trong đó cô đóng vai chính trong cả hai, cho SABC 1 và SABC 2. Sau đó, cô được chọn vào loạt phim đột phá, The Philanthropist cho NBC (sau này cũng trên SABC 3) - một bộ phim truyền hình dài tập hành động Mỹ trong giờ vàng.